# A Good Man
A Good Man (Confronto Final) é um filme estadunidense de 2014, dirigido por Keoni Waxman e estrelado por Steven Seagal e Victor Webster.

## Sinopse
Após uma ilustre carreira de operações especiais acabar em desastre, Alexander (Steven Seagal) resolve levar uma vida tranquila comandando um complexo de apartamentos na Romênia. Porém, quando uma família de inquilinos cai nas mãos de um gangster local, Alexander se envolve e acaba gerando uma guerra entre gangues rivais, o que o leva cara a cara com um antigo inimigo.